# اودیل دفری
اودیل دفری (تلفظ می‌شود [ɔ.dil dɛ.fʁɛj]؛ هلندی: Odiel Defraeye؛ ۱۴ ژوئیه ۱۸۸۸ – ۲۱ اوت ۱۹۶۵) رکابزن حرفه‌ای بلژیکی بود که در رشتهٔ دوچرخه‌سواری جاده فعالیت می‌کرد. او توانست در سال ۱۹۱۲ برندهٔ تور دو فرانس شود.

## فعالیت حرفه‌ای
دفری در رومبک بلژیک زاده‌شد و فعالیت حرفه‌ای خود را در سال ۱۹۰۹ آغاز کرد. در همان سال برای نخستین بار در تور دو فرانس شرکت کرد؛ ولی در مرحلهٔ دوم کناره‌گیری کرد. در سال بعد، برندهٔ مسابقهٔ قهرمانی فلاندر شد و در سال ۱۹۱۱ فاتح مسابقات قهرمانی استقامت جادهٔ بلژیک شد.
دفری سال ۱۹۱۲ را با قهرمانی در تور بلژیک آغاز کرد. او توانست در چهار مرحلهٔ تور نیز پیروز شود. پس از آن، وارد تور دو فرانس شد. تور دو فرانس ۱۹۱۲ آخرین دوره‌ای بود که برای رده‌بندی رکابزنان از سیستم امتیازی استفاده می‌شد. با پیروزی در مرحلهٔ دوم، دفری به رتبهٔ دوم رده‌بندی اصلی رسید و با دوم شدن در مرحلهٔ بعدی، رهبری تور را به دست گرفت. پیروزی در مرحله‌های ۷ و ۹ برتری دفری را تثبیت کرد و در پایان تور، توانست عنوان قهرمانی را به دست آورد. در سال ۱۹۱۳ نیز برندهٔ میلان–سانرمو شد. در تور دو فرانس نیز رهبری مسابقه را برای ۴ مرحله در دست داشت؛ ولی آن را در مرحلهٔ ۷ به مارسل بویسه داد.
دفری تا سال ۱۹۲۴ در ۴ دورهٔ دیگر تور دو فرانس نیز حضور یافت؛ ولی هیچ‌یک را به پایان نرساند.

## نتایج در گرند تورها
|                 | ۱۹۰۹      | ۱۹۱۰    | ۱۹۱۱    | ۱۹۱۲    | ۱۹۱۳      | ۱۹۱۴       | ۱۹۱۵    | ۱۹۱۶    | ۱۹۱۷    | ۱۹۱۸    | ۱۹۱۹      | ۱۹۲۰      | ۱۹۲۱    | ۱۹۲۲    | ۱۹۲۳    | ۱۹۲۴      |
| جیرو دیتالیا    | نرفت      | نرفت    | نرفت    | نرفت    | نرفت      | نرفت       | ناموجود | ناموجود | ناموجود | ناموجود | نرفت      | نرفت      | نرفت    | نرفت    | نرفت    | نرفت      |
| پیروزی در مراحل | —         | —       | —       | —       | —         | —          | ناموجود | ناموجود | ناموجود | ناموجود | —         | —         | —       | —       | —       | —         |
| تور دو فرانس    | ناتمام -۲ | نرفت    | نرفت    | ۱       | ناتمام -۶ | ناتمام -۱۰ | ناموجود | ناموجود | ناموجود | ناموجود | ناتمام -۴ | ناتمام -۳ | نرفت    | نرفت    | نرفت    | ناتمام -۶ |
| پیروزی در مراحل | ۰         | ۰       | ۰       | ۳       | ۰         | ۰          | ناموجود | ناموجود | ناموجود | ناموجود | ۰         | ۰         | —       | —       | —       | ۰         |
| ووئلتا اسپانیا  | ناموجود   | ناموجود | ناموجود | ناموجود | ناموجود   | ناموجود    | ناموجود | ناموجود | ناموجود | ناموجود | ناموجود   | ناموجود   | ناموجود | ناموجود | ناموجود | ناموجود   |
| پیروزی در مراحل | ناموجود   | ناموجود | ناموجود | ناموجود | ناموجود   | ناموجود    | ناموجود | ناموجود | ناموجود | ناموجود | ناموجود   | ناموجود   | ناموجود | ناموجود | ناموجود | ناموجود   |

| ۱        | برنده                               |
| ۲–۳      | سه نفر اول                          |
| ۴–۱۰     | ده نفر اول                          |
| ۱۱–      | گذر از خط پایان                     |
| نرفت     | در مسابقه شرکت نکرد                 |
| ناتمام-x | به پایان نرساند (انصراف در مرحله x) |
| DNS-x    | آغاز نکرد (عدم شرکت در مرحله x)     |
| اخراج    | اخراج شد                            |
| ناموجود  | مسابقه/رده‌بندی انجام نشد            |
| بی‌رتبه   | در رده‌بندی گنجانده نشد              |